# Pinus elliottii
Pinus elliottii Engelm. è un albero della famiglia delle Pinacee.

## Distribuzione e habitat
Originario degli Stati Uniti sudorientali, Pinus elliottii vive in terreni paludosi.

## Tassonomia
Sono note due varietà:
- Pinus elliottii var. elliottii
- Pinus elliottii var. densa.

## Usi
Storicamente  è stato importante per la produzione di legname per i depositi navali, la trementina e la resina.